# Ōkuma (Fukushima)
Ōkuma (大熊町 Ōkuma-machi?) es un pueblo situado en el centro del Distrito de Futaba (Distrito de Shineha antes de 1896), Prefectura de Fukushima, Japón. 
Su latitud es de 37º22'19" ~ 37°25'50" norte y su longitud 140°51'29" ~ 141°2'30" este.
En 2003, la población estimada era de 10.945 personas y una densidad de 139,07 personas por km². El área total es de 78.70 km².
El 11 de marzo de 2011 tuvo lugar el desastre nuclear de Fukushima en la Central nuclear Fukushima I, emplazada en Ōkuma.

## Geografía
La localidad colinda con el Océano Pacífico al este, al oeste con la localidad de Miyakoji, en el Distrito de Tamura, cerca de las montañas Abukuma, con las poblaciones de Tomioka y Kawauchi al sur, y con Namie y Futaba al norte.
La tierra es alta en el oeste y bajo en el este, con elevaciones que van desde 695 m a 3 m sobre el nivel del mar, y abarca una extensión de 15,4 kilómetros de este a oeste y de 6,7 kilómetros de norte a sur. De la superficie total, el 65% está ocupado por montañas y bosques, cerca del 50% de los cuales son de propiedad estatal.
Las montañas Abukuma se extienden hasta el mar a partir de tres colinas en el sur, centro y norte de la población respectivamente. Entre ellas pasan tres ríos, el río Kuma, el río Koirino y el río Ottozawa al este, con tierras de cultivo en sus cuencas.
El clima es de tipo oceánico, con una precipitación anual de alrededor de 1.200 mm, y casi sin nieve, incluso en invierno. 
- Norte : Sōma (48km), Sendai (104km)
- Sur : Iwaki (47km), Mito (142km).
- Oeste : Kōriyama (77km), Aizuwakamatsu (137km).

## Historia
La historia de Ōkuma se divide en cuatro etapas: Kuma, Kumakawa, Ōkuma y Fukushima.

### Villa de Kuma
En el siglo séptimo, en el emplazamiento de la actual Ōkuma estaba la "Villa de Kuma (苦麻?)". En la primera mitad del siglo séptimo, Kuma fue el territorio más septentrional del Kuninomiyatsuko de Iwaki (石城国造 Iwaki Kuninomiyatsuko?)". Sin embargo, el Kuninomiyatsuko de Iwaki fue anexado a la Provincia de Hitachi, de modo que Kuma fue la villa más septentrional de la Provincia de Hitachi.
Entre 718 y 728, en el área entre Kikuta (Nakoso) y Watari se formó la Provincia de Iwaki a partir de territorios disgregados de las provincias Hitachi y Mutsu. Durante este período, Kuma fue el centro de la Provincia de Iwaki.

### Villa de Kumakawa
Kuma fue renombrada como Kumakawa (熊川?) debido al Río Kuma. Kumakawa devino en el territorio más meridional de los clanes Shineha y Sōma.
Hasta 1492 (el período medio de Sengoku), Kumakawa era el territorio más meridional del clan Shineha (標葉氏 Shineha-shi?). Sin embargo, el clan Shineha fue derrotado por el clan Sōma (相馬氏 Sōma-shi?) en 1492. Desde 1492 hasta el fin de la Guerra Boshin, Kumakawa fue el territorio más meridional del clan Sōma. La frontera del clan Sōma y el clan Iwaki (岩城氏 Iwaki-shi?) era conocida como el "Bosque Nocturno (夜ノ森 Yonomori?)", y coincide con la actual frontera de Ōkuma y Tomioka. Durante el período Tokugawa, el territorio del clan Sōma fue conocido como el Dominio de Nakamura.

### Ciudad de Ōkuma
En la Guerra Boshin en 1868, el Dominio de Nakamura fue derrotado por las tropas del gobierno Meiji.
En la reforma de las provincias en 1871, Kumakawa perteneció primero a la Prefectura de Nakamura (antiguo Dominio de Nakamura) y luego a la Prefectura de Iwasaki (presente Hamadōri). Sin embargo, la Prefectura de Iwasaki se fusionó con la Prefectura de Fukushima (Nakadōri) y la Prefectura de Wakamatsu (Aizu) el 21 de agosto de 1876. Desde el 21 de agosto de 1876, Kumakawa ha pertenecido a la Prefectura de Fukushima.
Durante la industrialización desde la década de 1880 hasta la década de 1900, se construyó la Línea Jōban, culminando con la inauguración de la estación de Ōno el 22 de noviembre de 1904.
La localidad de Ōkuma (大熊?) fue fundada con una población de 8.815 personas, 1.550 hogares y un área total de 78.50km², a través de la consolidación de los antiguos pueblos de Kumamachi y Ōno el 1 de noviembre de 1954. Ōno había sido fundado a través de la consolidación de tres pueblos (Nogami, Ōgawara y Shimonogami) el 1 de abril de 1889, cuando el sistema municipal entró en vigor, mientras que Kumamachi había sido fundada a través de la consolidación de cinco pueblos (Kumagawa, Kuma, Ottozawa, Orahama y Koirino).
En 2011, la localidad estaba dividida en 21 distritos administrativos. Desde su fundación, la población mantenía una tendencia a la baja correlacionada con el crecimiento de la economía japonesa, pero comenzó a aumentar gradualmente desde que Tokyo Electric Power Company construyó una planta de la Central nuclear Fukushima I el 29 de septiembre de 1967.

### Desastre de Fukushima
El 11 de marzo de 2011 se produjo una explosión en la central nuclear Fukushima I operada por Tokyo Electric Power Company (TEPCO), tras los daños ocasionados por el terremoto de Onagawa del mismo día y el consecuente tsunami que golpeó las costas de Ōkuma. El desastre nuclear de Fukushima I fue conocido en todo el mundo como "Fukushima (福島?)".
El gobierno japonés estableció un perímetro de seguridad de 20 kilómetros a la redonda. Se calcula que 200.000 personas fueron evacuadas de esa área -170.000 alrededor de Daiichi,   a las que se suministró yodo, usado para proteger la glándula tiroides de la radioactividad. Medidas similares fueron tomadas con la ciudad de Pripiat cuando ocurrió el Accidente de Chernóbil en 1986.
Para el 24 de agosto de 2023, el Gobierno de Japón dio inicio al proceso de descargar el agua tratada y diluida de la central nuclear Fukushima I al océano Pacífico.